# William Ballantine
William Ballantine SL (Camden, 3 de janeiro de 1812 – Margate, Kent, 9 de janeiro de 1887) foi um Serjeant-at-law inglês, um cargo jurídico extinto desde as reformas legais da década de 1870 no Reino Unido da Grã-Bretanha e Irlanda.

## Início de carreira
Nascido na Howland Street, Tottenham Court Road em Camden, Londres, filho mais velho de um juiz do tribunal policial, Ballantine foi educado na St Paul's School e se formou advogado em 6 de junho de 1834. Ingressou no Tribunal Penal e percorreu o 'Home Circuit' judicial, o que exigiu que ele atuasse nos tribunais em Hertfordshire, Kent, Surrey, Sussex e Essex. Quando jovem, tinha uma ampla familiaridade com a sociedade dramática e literária, encontrando-se com muitos escritores, incluindo Charles Dickens, William Makepeace Thackeray e Anthony Trollope, e esse cenário ajudou-o a obter uma ampla prática legal, particularmente em casos criminais. No final da década de 1840, Ballantine tornou-se conhecido como um formidável interrogador de testemunhas, tendo se envolvido em vários casos famosos, onde ele pôde exibir essas habilidades. Seu grande rival durante esse período foi Serjeant Parry (1816–1880).

## Serjeant-at-Law

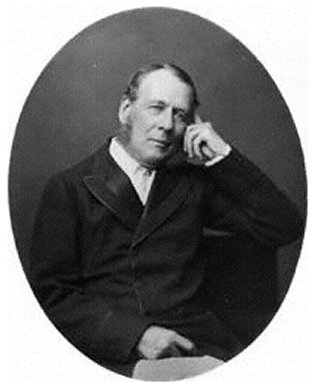
William Ballantine antes de 1887

Ballantine tornou-se um Serjeant-in-law em 1856, tendo então o direito de usar o barrete ou touca branca desse posto (ver ilustração). Ele foi um dos últimos Serjeants dos tribunais, uma vez que o título e o cargo foram abolidos nas reformas judiciais de 1873. Durante a década de 1860, ele julgou vários casos de maior notoriedade.

### Divórcio de Mordaunt
Ballantine serviu como conselheiro para assuntos jurídicos do baronete e membro do Parlamento, Charles Mordaunt, no então notório caso de divórcio contra sua esposa. Harriet Mordaunt, que era muito mais nova do que seu marido, informou que ele não era o pai de seu filho. Ela admitiu que cometeu adultério com vários homens, incluindo o Príncipe de Gales, "muitas vezes e durante o dia".
Ficou claro que, devido a essas revelações, o Príncipe de Gales teria que ser convocado para servir de testemunha no caso. Embora ele pudesse ser intimado, ele não poderia ser forçado a dar provas; a rainha Vitória, sua mãe, aconselhou-o a não comparecer ao tribunal. Porém, o Príncipe concordou em comparecer ao tribunal e ser questionado. Após um delicado questionamento do advogado de Lady Mordaunt, o Príncipe negou que tivesse ocorrido "qualquer familiaridade inadequada ou ato criminoso" entre ele e ela. Em geral, acreditou-se que, ao afirmar isso, o Príncipe tivesse cometido perjúrio.
Ballantine, como advogado do Lorde Mordaunt, o demandante, teve o direito de interrogar o Príncipe de Gales. Em vez disso, na tentativa de salvar o Príncipe de qualquer constrangimento, ele declarou que não tinha perguntas para Sua Alteza Real, salvando assim a honra do Príncipe. Com isso, Ballantine perdeu o caso porque não conseguiu convencer o júri de que Lady Mordaunt era culpada.

## Aposentadoria
No início da década de 1880, Ballantine se aposentou e se dedicou a escrever e a viajar, publicando vários volumes de reminiscências, entre eles Experiences of a Barrister's Life, 1882 e The Old World and the New, 1884. Seu interesse pelo teatro e jornalismo fez dele um grande conhecer da vida londrina. Embora tenha sido reconhecido como um interrogador incisivo, Ballantine não foi considerado por seus pares como sendo "uma mente jurídica modelo". O Law Times, em seu obituário, afirmou que Ballantine "deixou para trás praticamente nenhuma lição, mesmo em sua própria biografia, que a geração em ascensão pudesse aprender de forma rentável".
Morreu em Margate em 9 de janeiro de 1887, aos 75 anos de idade. A vida privada de Ballantine foi considerada boêmia; e apesar de ganhar grandes somas, morreu pobre.

## Família
Em 4 de dezembro de 1841, Ballantine se casou com Eliza, filha de Henry Gyles de Londres, mas não tiveram filhos.

## Outros casos
Entre os outros casos jurídicos notáveis de Ballantine estão:
- o seu bem sucedido processo contra Franz Müller pelo assassinato de Thomas Briggs em 1864,[2][3]
- sua habilidade de defesa do requerente do "Caso Tichborne" em 1871,[2][1][3] e
- sua defesa do marajá de Baroda em 1875; seus honorários, neste último caso, foram um dos maiores já conhecidos na época.[2][1][3]